# Tour Down Under de 2014
A 16.ª edição do Tour Down Under (chamado oficialmente: Santos Tour Down Under), celebrou-se entre 21 e 26 de janeiro de 2014.
A carreira ciclista, que constou de 6 etapas e um percurso de 825 km, começou em Nuriootpa na Austrália Meridional, e terminou num circuito de Adelaide.
A prova foi a primeira do UCI WorldTour de 2014.
O ganhador final foi Simon Gerrans (quem também fez-se com uma etapa e a classificação dos sprints). Acompanharam-lhe no pódio Cadel Evans (vencedor de uma etapa) e Diego Ulissi, respectivamente.
Nas outras classificações secundárias impuseram-se Adam Hansen (montanha), Jack Haig (jovens) e Orica GreenEDGE (equipas).

## Equipas participantes
Tomaram parte na carreira 20 equipas: os 18 de categoria UCI ProTeam (ao ser obrigada a sua participação) mais o Profissional Continental australiano da Drapac e uma Selecção da Austrália baixo o nome de UniSA-Austrália (com corredores de equipas dos Circuitos Continentais da UCI excepto Bradley Linfield que era amador e Caleb Ewan que nesse momento também era amador). Formando assim, em princípio, um pelotão de 140 corredores de 7 ciclistas a cada equipa ainda que finalmente foram 138 depois das baixas de última hora de Thomas Voeckler da Europcar (fracturou a clavícula poucos dias antes) e Giovanni Visconti da Movistar (também fracturou, mas a morna, na People's Choice Classic).
| Equipes ProTeam (18)- AG2R La Mondiale - Astana - Belkin - BMC Racing Team - Cannondale - Team Europcar - FDJ.fr - Garmin-Sharp - Giant-Shimano - Katusha - Lampre-Merida - Lotto-Belisol - Movistar Team - Omega Pharma-Quick Step - Orica-GreenEDGE - Sky - Tinkoff-Saxo - Trek Factory Racing Equipe profissional Continental- Drapac Professional Cycling translation for headoftableIII_translate index 39 not found- UniSA-Australia |
| |

## Carreira de exibição

### People's Choice Classic, 19-01-2014:Adelaide-Adelaide, 50 km
Dois dias antes do começo do Tour Down Under disputou-se uma clássica de exibição, não oficial de categoria .NE, em Adelaide, na que participaram os ciclistas que iniciaram o Tour Down Under.
| Resultados da carreira \| Posição \| Ciclista \| Equipa \| Tempo \| \| ------- \| ------------- \| --------------- \| --------------- \| \| 1 \| Marcel Kittel \| Giant-Shimano \| 1 h 04 min 35 s \| \| 2 \| André Greipel \| Lotto Belisol \| m.t. \| \| 3 \| Caleb Ewan \| UniSA-Austrália \| m.t. \| |               |                 |                 |
| Posição | Ciclista      | Equipa          | Tempo           |
| 1 | Marcel Kittel | Giant-Shimano   | 1 h 04 min 35 s |
| 2 | André Greipel | Lotto Belisol   | m.t.            |
| 3 | Caleb Ewan    | UniSA-Austrália | m.t.            |

## Percorrido
O Tour Down Under dispôs de seis etapas para um percurso total de 815,5 quilómetros, onde se contempla nas cinco primeiras etapas algumas dificuldades em vários pontos da carreira. Assim mesmo, a quinta etapa terminou no subida final a Willunga Hill com uma ascensão de 3,5 quilómetros de longitude e 7% de desnível, o que com frequência desempenha um papel decisivo na carreira. A etapa seis marca o final da carreira com um circuito urbano pelos arredores do centro de Adelaide.
| Etapa | Data    | Percurso                     | type            | Distância (km) | Vencedor      | Líder geral   |
| ----- | ------- | ---------------------------- | --------------- | -------------- | ------------- | ------------- |
| 1     | 21 jan. | Nuriootpa – Angaston         | etapa escarpada | 135            | Simon Gerrans | Simon Gerrans |
| 2     | 22 jan. | McLaren Vale – Stirling      | etapa escarpada | 150            | Diego Ulissi  | Simon Gerrans |
| 3     | 23 jan. | Norwood – Campbelltown       | etapa escarpada | 145            | Cadel Evans   | Cadel Evans   |
| 4     | 24 jan. | Unley – Victor Harbor        | etapa plana     | 148,5          | André Greipel | Cadel Evans   |
| 5     | 25 jan. | McLaren Vale – Willunga Hill | média montanha  | 151,5          | Richie Porte  | Simon Gerrans |
| 6     | 26 jan. | Adelaide – Adelaide          | etapa plana     | 85,5           | André Greipel | Simon Gerrans |

## Etapas

### Etapa 1
| Nuriootpa - Angaston | etapa escarpada | (135 km) |

| \| Classificação por etapas \| Classificação por etapas \| Classificação por etapas \| Classificação por etapas \| Classificação por etapas \| \| Ciclista \| Ciclista \| Equipe \| Tempo \| \| \| ------------------------ \| ------------------------ \| ------------------------ \| ------------------------ \| ------------------------ \| \| 1. \| Simon Gerrans \| Orica-GreenEDGE \| 3h20m34s \| \| \| 2. \| André Greipel \| Lotto-Belisol \| + 0s \| \| \| 3. \| Steele Von Hoff \| Garmin-Sharp \| + 0s \| \| \| 4. \| Diego Ulissi \| Lampre-Merida \| + 0s \| \| \| 5. \| Maxime Bouet \| AG2R La Mondiale \| + 0s \| \| \| 6. \| Francesco Gavazzi \| Astana \| + 0s \| \| \| 7. \| Simon Geschke \| Giant-Shimano \| + 0s \| \| \| 8. \| Rafa Valls \| Lampre-Merida \| + 0s \| \| \| 9. \| Cadel Evans \| BMC Racing Team \| + 0s \| \| \| 10. \| Robert Gesink \| Belkin \| + 0s \| \| |                   |                  |          |
| |                   |                  |          |
| |                   |                  |          |
| Classificação por etapas |                   |                  |          |
| Ciclista | Ciclista          | Equipe           | Tempo    |
| 1. | Simon Gerrans     | Orica-GreenEDGE  | 3h20m34s |
| 2. | André Greipel     | Lotto-Belisol    | + 0s     |
| 3. | Steele Von Hoff   | Garmin-Sharp     | + 0s     |
| 4. | Diego Ulissi      | Lampre-Merida    | + 0s     |
| 5. | Maxime Bouet      | AG2R La Mondiale | + 0s     |
| 6. | Francesco Gavazzi | Astana           | + 0s     |
| 7. | Simon Geschke     | Giant-Shimano    | + 0s     |
| 8. | Rafa Valls        | Lampre-Merida    | + 0s     |
| 9. | Cadel Evans       | BMC Racing Team  | + 0s     |
| 10. | Robert Gesink     | Belkin           | + 0s     |

| \| Classificação geral \| Classificação geral \| Classificação geral \| Classificação geral \| Classificação geral \| \| Ciclista \| Ciclista \| Equipe \| Tempo \| \| \| ------------------- \| ------------------- \| ------------------- \| ------------------- \| ------------------- \| \| 1. \| Simon Gerrans \| Orica-GreenEDGE \| 3h20m23s \| \| \| 2. \| André Greipel \| Lotto-Belisol \| + 5s \| \| \| 3. \| Steele Von Hoff \| Garmin-Sharp \| + 7s \| \| \| 4. \| Simon Geschke \| Giant-Shimano \| + 10s \| \| \| 5. \| Diego Ulissi \| Lampre-Merida \| + 11s \| \| \| 6. \| Maxime Bouet \| AG2R La Mondiale \| + 11s \| \| \| 7. \| Francesco Gavazzi \| Astana \| + 11s \| \| \| 8. \| Rafa Valls \| Lampre-Merida \| + 11s \| \| \| 9. \| Cadel Evans \| BMC Racing Team \| + 11s \| \| \| 10. \| Robert Gesink \| Belkin \| + 11s \| \| |                   |                  |          |
| |                   |                  |          |
| |                   |                  |          |
| Classificação geral |                   |                  |          |
| Ciclista | Ciclista          | Equipe           | Tempo    |
| 1. | Simon Gerrans     | Orica-GreenEDGE  | 3h20m23s |
| 2. | André Greipel     | Lotto-Belisol    | + 5s     |
| 3. | Steele Von Hoff   | Garmin-Sharp     | + 7s     |
| 4. | Simon Geschke     | Giant-Shimano    | + 10s    |
| 5. | Diego Ulissi      | Lampre-Merida    | + 11s    |
| 6. | Maxime Bouet      | AG2R La Mondiale | + 11s    |
| 7. | Francesco Gavazzi | Astana           | + 11s    |
| 8. | Rafa Valls        | Lampre-Merida    | + 11s    |
| 9. | Cadel Evans       | BMC Racing Team  | + 11s    |
| 10. | Robert Gesink     | Belkin           | + 11s    |

### Etapa 2
| McLaren Vale - Stirling | etapa escarpada | (150 km) |

| \| Classificação por etapas \| Classificação por etapas \| Classificação por etapas \| Classificação por etapas \| Classificação por etapas \| \| Ciclista \| Ciclista \| Equipe \| Tempo \| \| \| ------------------------ \| ------------------------ \| ------------------------ \| ------------------------ \| ------------------------ \| \| 1. \| Diego Ulissi \| Lampre-Merida \| 3h52m14s \| \| \| 2. \| Simon Gerrans \| Orica-GreenEDGE \| + 0s \| \| \| 3. \| Cadel Evans \| BMC Racing Team \| + 0s \| \| \| 4. \| Francesco Gavazzi \| Astana \| + 0s \| \| \| 5. \| Robert Gesink \| Belkin \| + 0s \| \| \| 6. \| Richie Porte \| Team Sky \| + 0s \| \| \| 7. \| Ben Hermans \| BMC Racing Team \| + 0s \| \| \| 8. \| Fabio Felline \| Trek Factory Racing \| + 0s \| \| \| 9. \| Javier Moreno \| Movistar Team \| + 0s \| \| \| 10. \| Daryl Impey \| Orica-GreenEDGE \| + 0s \| \| |                   |                     |          |
| |                   |                     |          |
| |                   |                     |          |
| Classificação por etapas |                   |                     |          |
| Ciclista | Ciclista          | Equipe              | Tempo    |
| 1. | Diego Ulissi      | Lampre-Merida       | 3h52m14s |
| 2. | Simon Gerrans     | Orica-GreenEDGE     | + 0s     |
| 3. | Cadel Evans       | BMC Racing Team     | + 0s     |
| 4. | Francesco Gavazzi | Astana              | + 0s     |
| 5. | Robert Gesink     | Belkin              | + 0s     |
| 6. | Richie Porte      | Team Sky            | + 0s     |
| 7. | Ben Hermans       | BMC Racing Team     | + 0s     |
| 8. | Fabio Felline     | Trek Factory Racing | + 0s     |
| 9. | Javier Moreno     | Movistar Team       | + 0s     |
| 10. | Daryl Impey       | Orica-GreenEDGE     | + 0s     |

| \| Classificação geral \| Classificação geral \| Classificação geral \| Classificação geral \| Classificação geral \| \| Ciclista \| Ciclista \| Equipe \| Tempo \| \| \| ------------------- \| ------------------- \| ------------------- \| ------------------- \| ------------------- \| \| 1. \| Simon Gerrans \| Orica-GreenEDGE \| 7h12m31s \| \| \| 2. \| Diego Ulissi \| Lampre-Merida \| + 7s \| \| \| 3. \| André Greipel \| Lotto-Belisol \| + 11s \| \| \| 4. \| Cadel Evans \| BMC Racing Team \| + 13s \| \| \| 5. \| Steele Von Hoff \| Garmin-Sharp \| + 13s \| \| \| 6. \| Simon Geschke \| Giant-Shimano \| + 16s \| \| \| 7. \| Francesco Gavazzi \| Astana \| + 17s \| \| \| 8. \| Robert Gesink \| Belkin \| + 17s \| \| \| 9. \| Maxime Bouet \| AG2R La Mondiale \| + 17s \| \| \| 10. \| Geraint Thomas \| Team Sky \| + 17s \| \| |                   |                  |          |
| |                   |                  |          |
| |                   |                  |          |
| Classificação geral |                   |                  |          |
| Ciclista | Ciclista          | Equipe           | Tempo    |
| 1. | Simon Gerrans     | Orica-GreenEDGE  | 7h12m31s |
| 2. | Diego Ulissi      | Lampre-Merida    | + 7s     |
| 3. | André Greipel     | Lotto-Belisol    | + 11s    |
| 4. | Cadel Evans       | BMC Racing Team  | + 13s    |
| 5. | Steele Von Hoff   | Garmin-Sharp     | + 13s    |
| 6. | Simon Geschke     | Giant-Shimano    | + 16s    |
| 7. | Francesco Gavazzi | Astana           | + 17s    |
| 8. | Robert Gesink     | Belkin           | + 17s    |
| 9. | Maxime Bouet      | AG2R La Mondiale | + 17s    |
| 10. | Geraint Thomas    | Team Sky         | + 17s    |

### Etapa 3
| Norwood - Campbelltown | etapa escarpada | (145 km) |

| \| Classificação por etapas \| Classificação por etapas \| Classificação por etapas \| Classificação por etapas \| Classificação por etapas \| \| Ciclista \| Ciclista \| Equipe \| Tempo \| \| \| ------------------------ \| ------------------------ \| ------------------------ \| ------------------------ \| ------------------------ \| \| 1. \| Cadel Evans \| BMC Racing Team \| 3h34m05s \| \| \| 2. \| Nathan Haas \| Garmin-Sharp \| + 15s \| \| \| 3. \| Diego Ulissi \| Lampre-Merida \| + 15s \| \| \| 4. \| Adam Hansen \| Lotto-Belisol \| + 15s \| \| \| 5. \| Simon Gerrans \| Orica-GreenEDGE \| + 15s \| \| \| 6. \| Rory Sutherland \| Tinkoff-Saxo \| + 15s \| \| \| 7. \| Brent Bookwalter \| BMC Racing Team \| + 15s \| \| \| 8. \| Ben Hermans \| BMC Racing Team \| + 15s \| \| \| 9. \| Daryl Impey \| Orica-GreenEDGE \| + 15s \| \| \| 10. \| Robert Gesink \| Belkin \| + 15s \| \| |                  |                 |          |
| |                  |                 |          |
| |                  |                 |          |
| Classificação por etapas |                  |                 |          |
| Ciclista | Ciclista         | Equipe          | Tempo    |
| 1. | Cadel Evans      | BMC Racing Team | 3h34m05s |
| 2. | Nathan Haas      | Garmin-Sharp    | + 15s    |
| 3. | Diego Ulissi     | Lampre-Merida   | + 15s    |
| 4. | Adam Hansen      | Lotto-Belisol   | + 15s    |
| 5. | Simon Gerrans    | Orica-GreenEDGE | + 15s    |
| 6. | Rory Sutherland  | Tinkoff-Saxo    | + 15s    |
| 7. | Brent Bookwalter | BMC Racing Team | + 15s    |
| 8. | Ben Hermans      | BMC Racing Team | + 15s    |
| 9. | Daryl Impey      | Orica-GreenEDGE | + 15s    |
| 10. | Robert Gesink    | Belkin          | + 15s    |

| \| Classificação geral \| Classificação geral \| Classificação geral \| Classificação geral \| Classificação geral \| \| Ciclista \| Ciclista \| Equipe \| Tempo \| \| \| ------------------- \| ------------------- \| ------------------- \| ------------------- \| ------------------- \| \| 1. \| Cadel Evans \| BMC Racing Team \| 10h46m39s \| \| \| 2. \| Simon Gerrans \| Orica-GreenEDGE \| + 12s \| \| \| 3. \| Diego Ulissi \| Lampre-Merida \| + 15s \| \| \| 4. \| Nathan Haas \| Garmin-Sharp \| + 27s \| \| \| 5. \| Robert Gesink \| Belkin \| + 29s \| \| \| 6. \| Geraint Thomas \| Team Sky \| + 29s \| \| \| 7. \| Daryl Impey \| Orica-GreenEDGE \| + 33s \| \| \| 8. \| Brent Bookwalter \| BMC Racing Team \| + 33s \| \| \| 9. \| Rory Sutherland \| Tinkoff-Saxo \| + 33s \| \| \| 10. \| Ben Hermans \| BMC Racing Team \| + 33s \| \| |                  |                 |           |
| |                  |                 |           |
| |                  |                 |           |
| Classificação geral |                  |                 |           |
| Ciclista | Ciclista         | Equipe          | Tempo     |
| 1. | Cadel Evans      | BMC Racing Team | 10h46m39s |
| 2. | Simon Gerrans    | Orica-GreenEDGE | + 12s     |
| 3. | Diego Ulissi     | Lampre-Merida   | + 15s     |
| 4. | Nathan Haas      | Garmin-Sharp    | + 27s     |
| 5. | Robert Gesink    | Belkin          | + 29s     |
| 6. | Geraint Thomas   | Team Sky        | + 29s     |
| 7. | Daryl Impey      | Orica-GreenEDGE | + 33s     |
| 8. | Brent Bookwalter | BMC Racing Team | + 33s     |
| 9. | Rory Sutherland  | Tinkoff-Saxo    | + 33s     |
| 10. | Ben Hermans      | BMC Racing Team | + 33s     |

### Etapa 4
| Unley - Victor Harbor | etapa plana | (148,5 km) |

| \| Classificação por etapas \| Classificação por etapas \| Classificação por etapas \| Classificação por etapas \| Classificação por etapas \| \| Ciclista \| Ciclista \| Equipe \| Tempo \| \| \| ------------------------ \| ------------------------ \| ------------------------ \| ------------------------ \| ------------------------ \| \| 1. \| André Greipel \| Lotto-Belisol \| 3h33m07s \| \| \| 2. \| Jürgen Roelandts \| Lotto-Belisol \| + 0s \| \| \| 3. \| Elia Viviani \| Cannondale \| + 0s \| \| \| 4. \| Simon Gerrans \| Orica-GreenEDGE \| + 0s \| \| \| 5. \| Nathan Haas \| Garmin-Sharp \| + 0s \| \| \| 6. \| Daryl Impey \| Orica-GreenEDGE \| + 0s \| \| \| 7. \| Maxime Bouet \| AG2R La Mondiale \| + 0s \| \| \| 8. \| Nikolay Trusov \| Tinkoff-Saxo \| + 0s \| \| \| 9. \| Anthony Roux \| FDJ.fr \| + 0s \| \| \| 10. \| Francesco Gavazzi \| Astana \| + 0s \| \| |                   |                  |          |
| |                   |                  |          |
| |                   |                  |          |
| Classificação por etapas |                   |                  |          |
| Ciclista | Ciclista          | Equipe           | Tempo    |
| 1. | André Greipel     | Lotto-Belisol    | 3h33m07s |
| 2. | Jürgen Roelandts  | Lotto-Belisol    | + 0s     |
| 3. | Elia Viviani      | Cannondale       | + 0s     |
| 4. | Simon Gerrans     | Orica-GreenEDGE  | + 0s     |
| 5. | Nathan Haas       | Garmin-Sharp     | + 0s     |
| 6. | Daryl Impey       | Orica-GreenEDGE  | + 0s     |
| 7. | Maxime Bouet      | AG2R La Mondiale | + 0s     |
| 8. | Nikolay Trusov    | Tinkoff-Saxo     | + 0s     |
| 9. | Anthony Roux      | FDJ.fr           | + 0s     |
| 10. | Francesco Gavazzi | Astana           | + 0s     |

| \| Classificação geral \| Classificação geral \| Classificação geral \| Classificação geral \| Classificação geral \| \| Ciclista \| Ciclista \| Equipe \| Tempo \| \| \| ------------------- \| ------------------- \| ------------------- \| ------------------- \| ------------------- \| \| 1. \| Cadel Evans \| BMC Racing Team \| 14h19m46s \| \| \| 2. \| Simon Gerrans \| Orica-GreenEDGE \| + 7s \| \| \| 3. \| Diego Ulissi \| Lampre-Merida \| + 14s \| \| \| 4. \| Nathan Haas \| Garmin-Sharp \| + 23s \| \| \| 5. \| Robert Gesink \| Belkin \| + 29s \| \| \| 6. \| Geraint Thomas \| Team Sky \| + 29s \| \| \| 7. \| Daryl Impey \| Orica-GreenEDGE \| + 33s \| \| \| 8. \| Brent Bookwalter \| BMC Racing Team \| + 33s \| \| \| 9. \| Rory Sutherland \| Tinkoff-Saxo \| + 33s \| \| \| 10. \| Richie Porte \| Team Sky \| + 33s \| \| |                  |                 |           |
| |                  |                 |           |
| |                  |                 |           |
| Classificação geral |                  |                 |           |
| Ciclista | Ciclista         | Equipe          | Tempo     |
| 1. | Cadel Evans      | BMC Racing Team | 14h19m46s |
| 2. | Simon Gerrans    | Orica-GreenEDGE | + 7s      |
| 3. | Diego Ulissi     | Lampre-Merida   | + 14s     |
| 4. | Nathan Haas      | Garmin-Sharp    | + 23s     |
| 5. | Robert Gesink    | Belkin          | + 29s     |
| 6. | Geraint Thomas   | Team Sky        | + 29s     |
| 7. | Daryl Impey      | Orica-GreenEDGE | + 33s     |
| 8. | Brent Bookwalter | BMC Racing Team | + 33s     |
| 9. | Rory Sutherland  | Tinkoff-Saxo    | + 33s     |
| 10. | Richie Porte     | Team Sky        | + 33s     |

### Etapa 5
| McLaren Vale - Willunga Hill | média montanha | (151,5 km) |

| \| Classificação por etapas \| Classificação por etapas \| Classificação por etapas \| Classificação por etapas \| Classificação por etapas \| \| Ciclista \| Ciclista \| Equipe \| Tempo \| \| \| ------------------------ \| ------------------------ \| ------------------------ \| ------------------------ \| ------------------------ \| \| 1. \| Richie Porte \| Team Sky \| 3h42m20s \| \| \| 2. \| Diego Ulissi \| Lampre-Merida \| + 10s \| \| \| 3. \| Simon Gerrans \| Orica-GreenEDGE \| + 10s \| \| \| 4. \| Robert Gesink \| Belkin \| + 14s \| \| \| 5. \| Daryl Impey \| Orica-GreenEDGE \| + 14s \| \| \| 6. \| Cadel Evans \| BMC Racing Team \| + 14s \| \| \| 7. \| Nathan Haas \| Garmin-Sharp \| + 17s \| \| \| 8. \| Egor Silin \| Katusha \| + 17s \| \| \| 9. \| Adam Hansen \| Lotto-Belisol \| + 17s \| \| \| 10. \| Geraint Thomas \| Team Sky \| + 21s \| \| |                |                 |          |
| |                |                 |          |
| |                |                 |          |
| Classificação por etapas |                |                 |          |
| Ciclista | Ciclista       | Equipe          | Tempo    |
| 1. | Richie Porte   | Team Sky        | 3h42m20s |
| 2. | Diego Ulissi   | Lampre-Merida   | + 10s    |
| 3. | Simon Gerrans  | Orica-GreenEDGE | + 10s    |
| 4. | Robert Gesink  | Belkin          | + 14s    |
| 5. | Daryl Impey    | Orica-GreenEDGE | + 14s    |
| 6. | Cadel Evans    | BMC Racing Team | + 14s    |
| 7. | Nathan Haas    | Garmin-Sharp    | + 17s    |
| 8. | Egor Silin     | Katusha         | + 17s    |
| 9. | Adam Hansen    | Lotto-Belisol   | + 17s    |
| 10. | Geraint Thomas | Team Sky        | + 21s    |

| \| Classificação geral \| Classificação geral \| Classificação geral \| Classificação geral \| Classificação geral \| \| Ciclista \| Ciclista \| Equipe \| Tempo \| \| \| ------------------- \| ------------------- \| ------------------- \| ------------------- \| ------------------- \| \| 1. \| Simon Gerrans \| Orica-GreenEDGE \| 18h02m19s \| \| \| 2. \| Cadel Evans \| BMC Racing Team \| + 1s \| \| \| 3. \| Diego Ulissi \| Lampre-Merida \| + 5s \| \| \| 4. \| Richie Porte \| Team Sky \| + 10s \| \| \| 5. \| Nathan Haas \| Garmin-Sharp \| + 27s \| \| \| 6. \| Robert Gesink \| Belkin \| + 30s \| \| \| 7. \| Daryl Impey \| Orica-GreenEDGE \| + 34s \| \| \| 8. \| Adam Hansen \| Lotto-Belisol \| + 37s \| \| \| 9. \| Geraint Thomas \| Team Sky \| + 37s \| \| \| 10. \| Egor Silin \| Katusha \| + 37s \| \| |                |                 |           |
| |                |                 |           |
| |                |                 |           |
| Classificação geral |                |                 |           |
| Ciclista | Ciclista       | Equipe          | Tempo     |
| 1. | Simon Gerrans  | Orica-GreenEDGE | 18h02m19s |
| 2. | Cadel Evans    | BMC Racing Team | + 1s      |
| 3. | Diego Ulissi   | Lampre-Merida   | + 5s      |
| 4. | Richie Porte   | Team Sky        | + 10s     |
| 5. | Nathan Haas    | Garmin-Sharp    | + 27s     |
| 6. | Robert Gesink  | Belkin          | + 30s     |
| 7. | Daryl Impey    | Orica-GreenEDGE | + 34s     |
| 8. | Adam Hansen    | Lotto-Belisol   | + 37s     |
| 9. | Geraint Thomas | Team Sky        | + 37s     |
| 10. | Egor Silin     | Katusha         | + 37s     |

### Etapa 6
| Adelaide - Adelaide | etapa plana | (85,5 km) |

| \| Classificação por etapas \| Classificação por etapas \| Classificação por etapas \| Classificação por etapas \| Classificação por etapas \| \| Ciclista \| Ciclista \| Equipe \| Tempo \| \| \| ------------------------ \| ------------------------ \| --------------------------- \| ------------------------ \| ------------------------ \| \| 1. \| André Greipel \| Lotto-Belisol \| 1h55m16s \| \| \| 2. \| Mark Renshaw \| Omega Pharma-Quick Step \| + 0s \| \| \| 3. \| Andrew Fenn \| Omega Pharma-Quick Step \| + 0s \| \| \| 4. \| Koen de Kort \| Giant-Shimano \| + 0s \| \| \| 5. \| Jonathan Cantwell \| Drapac Professional Cycling \| + 0s \| \| \| 6. \| Matthew Goss \| Orica-GreenEDGE \| + 0s \| \| \| 7. \| Nathan Haas \| Garmin-Sharp \| + 0s \| \| \| 8. \| Jürgen Roelandts \| Lotto-Belisol \| + 0s \| \| \| 9. \| Michal Kolář \| Tinkoff-Saxo \| + 0s \| \| \| 10. \| Mathew Hayman \| Orica-GreenEDGE \| + 0s \| \| |                   |                             |          |
| |                   |                             |          |
| |                   |                             |          |
| Classificação por etapas |                   |                             |          |
| Ciclista | Ciclista          | Equipe                      | Tempo    |
| 1. | André Greipel     | Lotto-Belisol               | 1h55m16s |
| 2. | Mark Renshaw      | Omega Pharma-Quick Step     | + 0s     |
| 3. | Andrew Fenn       | Omega Pharma-Quick Step     | + 0s     |
| 4. | Koen de Kort      | Giant-Shimano               | + 0s     |
| 5. | Jonathan Cantwell | Drapac Professional Cycling | + 0s     |
| 6. | Matthew Goss      | Orica-GreenEDGE             | + 0s     |
| 7. | Nathan Haas       | Garmin-Sharp                | + 0s     |
| 8. | Jürgen Roelandts  | Lotto-Belisol               | + 0s     |
| 9. | Michal Kolář      | Tinkoff-Saxo                | + 0s     |
| 10. | Mathew Hayman     | Orica-GreenEDGE             | + 0s     |

| \| Classificação geral \| Classificação geral \| Classificação geral \| Classificação geral \| Classificação geral \| \| Ciclista \| Ciclista \| Equipe \| Tempo \| \| \| ------------------- \| ------------------- \| ------------------- \| ------------------- \| ------------------- \| \| 1. \| Simon Gerrans \| Orica-GreenEDGE \| 19h57m35s \| \| \| 2. \| Cadel Evans \| BMC Racing Team \| + 1s \| \| \| 3. \| Diego Ulissi \| Lampre-Merida \| + 5s \| \| \| 4. \| Richie Porte \| Team Sky \| + 10s \| \| \| 5. \| Nathan Haas \| Garmin-Sharp \| + 27s \| \| \| 6. \| Robert Gesink \| Belkin \| + 30s \| \| \| 7. \| Daryl Impey \| Orica-GreenEDGE \| + 34s \| \| \| 8. \| Geraint Thomas \| Team Sky \| + 37s \| \| \| 9. \| Adam Hansen \| Lotto-Belisol \| + 37s \| \| \| 10. \| Egor Silin \| Katusha \| + 47s \| \| |                |                 |           |
| |                |                 |           |
| |                |                 |           |
| Classificação geral |                |                 |           |
| Ciclista | Ciclista       | Equipe          | Tempo     |
| 1. | Simon Gerrans  | Orica-GreenEDGE | 19h57m35s |
| 2. | Cadel Evans    | BMC Racing Team | + 1s      |
| 3. | Diego Ulissi   | Lampre-Merida   | + 5s      |
| 4. | Richie Porte   | Team Sky        | + 10s     |
| 5. | Nathan Haas    | Garmin-Sharp    | + 27s     |
| 6. | Robert Gesink  | Belkin          | + 30s     |
| 7. | Daryl Impey    | Orica-GreenEDGE | + 34s     |
| 8. | Geraint Thomas | Team Sky        | + 37s     |
| 9. | Adam Hansen    | Lotto-Belisol   | + 37s     |
| 10. | Egor Silin     | Katusha         | + 47s     |

## Classificações finais

### Classificação geral
| \| Classificação geral \| Classificação geral \| Classificação geral \| Classificação geral \| Classificação geral \| \| Ciclista \| Ciclista \| Equipe \| Tempo \| \| \| ------------------- \| ------------------- \| ------------------- \| ------------------- \| ------------------- \| \| 1. \| Simon Gerrans \| Orica-GreenEDGE \| 19h57m35s \| \| \| 2. \| Cadel Evans \| BMC Racing Team \| + 1s \| \| \| 3. \| Diego Ulissi \| Lampre-Merida \| + 5s \| \| \| 4. \| Richie Porte \| Team Sky \| + 10s \| \| \| 5. \| Nathan Haas \| Garmin-Sharp \| + 27s \| \| \| 6. \| Robert Gesink \| Belkin \| + 30s \| \| \| 7. \| Daryl Impey \| Orica-GreenEDGE \| + 34s \| \| \| 8. \| Geraint Thomas \| Team Sky \| + 37s \| \| \| 9. \| Adam Hansen \| Lotto-Belisol \| + 37s \| \| \| 10. \| Egor Silin \| Katusha \| + 47s \| \| |                |                 |           |
| |                |                 |           |
| Fonte: ProCyclingStats |                |                 |           |
| Classificação geral |                |                 |           |
| Ciclista | Ciclista       | Equipe          | Tempo     |
| 1. | Simon Gerrans  | Orica-GreenEDGE | 19h57m35s |
| 2. | Cadel Evans    | BMC Racing Team | + 1s      |
| 3. | Diego Ulissi   | Lampre-Merida   | + 5s      |
| 4. | Richie Porte   | Team Sky        | + 10s     |
| 5. | Nathan Haas    | Garmin-Sharp    | + 27s     |
| 6. | Robert Gesink  | Belkin          | + 30s     |
| 7. | Daryl Impey    | Orica-GreenEDGE | + 34s     |
| 8. | Geraint Thomas | Team Sky        | + 37s     |
| 9. | Adam Hansen    | Lotto-Belisol   | + 37s     |
| 10. | Egor Silin     | Katusha         | + 47s     |

### Classificação da montanha
| Classificação da montanha | Classificação da montanha | Classificação da montanha   | Classificação da montanha | Classificação da montanha |
| Ciclista                  | Ciclista                  | Equipe                      | Pontos                    |                           |
| ------------------------- | ------------------------- | --------------------------- | ------------------------- | ------------------------- |
| 1.                        | Adam Hansen               | Lotto-Belisol               | 28 pts                    |                           |
| 2.                        | Axel Domont               | AG2R La Mondiale            | 28 pts                    |                           |
| 3.                        | Richie Porte              | Team Sky                    | 28 pts                    |                           |
| 4.                        | William Clarke            | Drapac Professional Cycling | 20 pts                    |                           |
| 5.                        | Simon Gerrans             | Orica-GreenEDGE             | 20 pts                    |                           |

### Classificação das metas volantes
| Classificação por pontos | Classificação por pontos | Classificação por pontos | Classificação por pontos | Classificação por pontos |
| Ciclista                 | Ciclista                 | Equipe                   | Pontos                   |                          |
| ------------------------ | ------------------------ | ------------------------ | ------------------------ | ------------------------ |
| 1.                       | Simon Gerrans            | Orica-GreenEDGE          | 75 pts                   |                          |
| 2.                       | Diego Ulissi             | Lampre-Merida            | 56 pts                   |                          |
| 3.                       | Nathan Haas              | Garmin-Sharp             | 50 pts                   |                          |
| 4.                       | Cadel Evans              | BMC Racing Team          | 45 pts                   |                          |
| 5.                       | André Greipel            | Lotto-Belisol            | 44 pts                   |                          |

### Classificação dos jovens
| Classificação dos jovens | Classificação dos jovens | Classificação dos jovens | Classificação dos jovens | Classificação dos jovens |
| Ciclista                 | Ciclista                 | Equipe                   | Tempo                    |                          |
| ------------------------ | ------------------------ | ------------------------ | ------------------------ | ------------------------ |
| 1.                       | Jack Haig                | Avanti                   | 19h59m43s                |                          |
| 2.                       | Carlos Verona            | Omega Pharma-Quick Step  | + 1m09s                  |                          |
| 3.                       | Kenny Elissonde          | FDJ.fr                   | + 20m56s                 |                          |
| 4.                       | Julian Alaphilippe       | Omega Pharma-Quick Step  | + 21m18s                 |                          |
| 5.                       | Luca Wackermann          | Lampre-Merida            | + 21m21s                 |                          |

### Classificação por equipas
| Classificação por equipes | Classificação por equipes   | Classificação por equipes | Classificação por equipes |
| Equipe                    | Equipe                      | Tempo                     |                           |
| ------------------------- | --------------------------- | ------------------------- | ------------------------- |
| 1.                        | Orica-GreenEDGE             | 59h58m46s                 |                           |
| 2.                        | BMC Racing Team             | + 28s                     |                           |
| 3.                        | Drapac Professional Cycling | + 3m58s                   |                           |
| 4.                        | Sky                         | + 4m25s                   |                           |
| 5.                        | Omega Pharma-Quick Step     | + 4m34s                   |                           |

## Evolução das classificações
| Etapa (Vencedor)          | Classificação geral | Classificação da montanha | Classificação dos sprints | Classificação dos jovens | Classificação por equipas | Troféu do mais agressivo |
| ------------------------- | ------------------- | ------------------------- | ------------------------- | ------------------------ | ------------------------- | ------------------------ |
| 1.ª etapa (Simon Gerrans) | Simon Gerrans       | Adam Hansen               | Simon Gerrans             | Carlos Verona            | Lampre-Merida             | William Clarke           |
| 2.ª etapa (Diego Ulissi)  | Simon Gerrans       | Adam Hansen               | Simon Gerrans             | Carlos Verona            | Lampre-Merida             | William Clarke           |
| 3.ª etapa (Cadel Evans)   | Cadel Evans         | Adam Hansen               | Simon Gerrans             | Kenny Elissonde          | BMC Racing                | Jens Voigt               |
| 4.ª etapa (André Greipel) | Cadel Evans         | Adam Hansen               | Simon Gerrans             | Jack Haig                | BMC Racing                | Cameron Wurf             |
| 5.ª etapa (Richie Porte)  | Simon Gerrans       | Adam Hansen               | Simon Gerrans             | Jack Haig                | Orica GreenEDGE           | Jens Voigt               |
| 6.ª etapa (André Greipel) | Simon Gerrans       | Adam Hansen               | Simon Gerrans             | Jack Haig                | Orica GreenEDGE           | William Clarke           |
| Final                     | Simon Gerrans       | Adam Hansen               | Simon Gerrans             | Jack Haig                | Orica GreenEDGE           | William Clarke           |

## UCI World Tour
O Tour Down Under outorgou pontos para o UCI WorldTour de 2014, somente para corredores de equipas UCI ProTeam. As seguintes tabelas são o barómetro de pontuação e os corredores que obtiveram pontos:
| Posição             | 1.º | 2.º | 3.º | 4.º | 5.º | 6.º | 7.º | 8.º | 9.º | 10.º |
| Classificação geral | 100 | 80  | 70  | 60  | 50  | 40  | 30  | 20  | 10  | 4    |
| Por etapa           | 6   | 4   | 2   | 1   | 1   |     |     |     |     |      |

| Ciclista       | Equipo          | Pontos |
| -------------- | --------------- | ------ |
| Simon Gerrans  | Orica GreenEDGE | 114    |
| Cadel Evans    | BMC Racing      | 88     |
| Diego Ulissi   | Lampre-Merida   | 83     |
| Richie Porte   | Sky             | 66     |
| Nathan Haas    | Garmin Sharp    | 55     |
| Robert Gesink  | Belkin          | 42     |
| Daryl Impey    | Orica GreenEDGE | 31     |
| Geraint Thomas | Sky             | 20     |
| André Greipel  | Lotto Belisol   | 16     |
| Adam Hansen    | Lotto Belisol   | 11     |

| Resto de corredores | Resto de corredores     | Resto de corredores | Resto de corredores |
| ------------------- | ----------------------- | ------------------- | ------------------- |
| Ciclista            | Equipo                  | Pontos              |                     |
| Mark Renshaw        | Omega Pharma-Quick Step | 4                   |                     |
| Jürgen Roelandts    | Lotto Belisol           | 4                   |                     |
| Egor Silin          | Katusha                 | 4                   |                     |
| Andrew Fenn         | Omega Pharma-Quick Step | 2                   |                     |
| Elia Viviani        | Cannondale              | 2                   |                     |
| Steele Von Hoff     | Garmin Sharp            | 2                   |                     |
| Maxime Bouet        | AG2R La Mondiale        | 1                   |                     |
| Koen de Kort        | Giant-Shimano           | 1                   |                     |
| Francesco Gavazzi   | Astana                  | 1                   |                     |